# Ориенти (станция метро)
«Орие́нти» (порт. Oriente — Восток) — станция  Лиссабонского метрополитена, расположенная в восточной части города, неподалёку от бухты Мар-да-Палья. Располагается на Красной линии (Линии Востока) между станциями «Кабу Руйву» и «Москавиди». Станция мелкого заложения с двумя береговыми платформами.
Введена в эксплуатацию 19 мая 1998 года в рамках пролонгации метрополитена в восточном направлении города, где в том же году проводилась международная выставка, посвящённая океанам — Expo '98. Над станцией расположен крупнейший транспортный узел Лиссабона — Восточный вокзал.
Станция расположена неподалёку от зоны «Экспо» и парка Наций, построенных к Всемирной выставке 1998 года.
Также на этой станции находится Altice Arena, в которой ежегодно проходит Web Summit.

## Описание
Отдельные архитектурные и декоративные элементы станции напоминают другие 5 новых станций Красной линии («Олаяш», «Бела-Вишта», «Шелаш», «Оливайш» и «Кабу-Руйву»), поскольку все они были построены и введены в действие в одно и то же время. Архитектор — Sanchez Jorge, художественные работы выполнили представители разных стран António Ségui, Artur Boyd, Errö, Hundertwasser, Yahou-Kussuma, Joaquim Rodrigo, Abdoulaye Konaté, Sean Scully, Raza, Zao Wou Ki, Magdalena Abakanowicz. Оформление связано с тематикой международной выставки EXPO'98. Станция имеет один подземный вестибюль и два основных выхода на поверхность. Западный выход ведёт к платформам операторов пассажирских автобусных сообщений, восточный выход ведёт к вокзалу Ориенти. Станция имеет лифты для людей с ограниченными возможностями.

## Галерея изображений

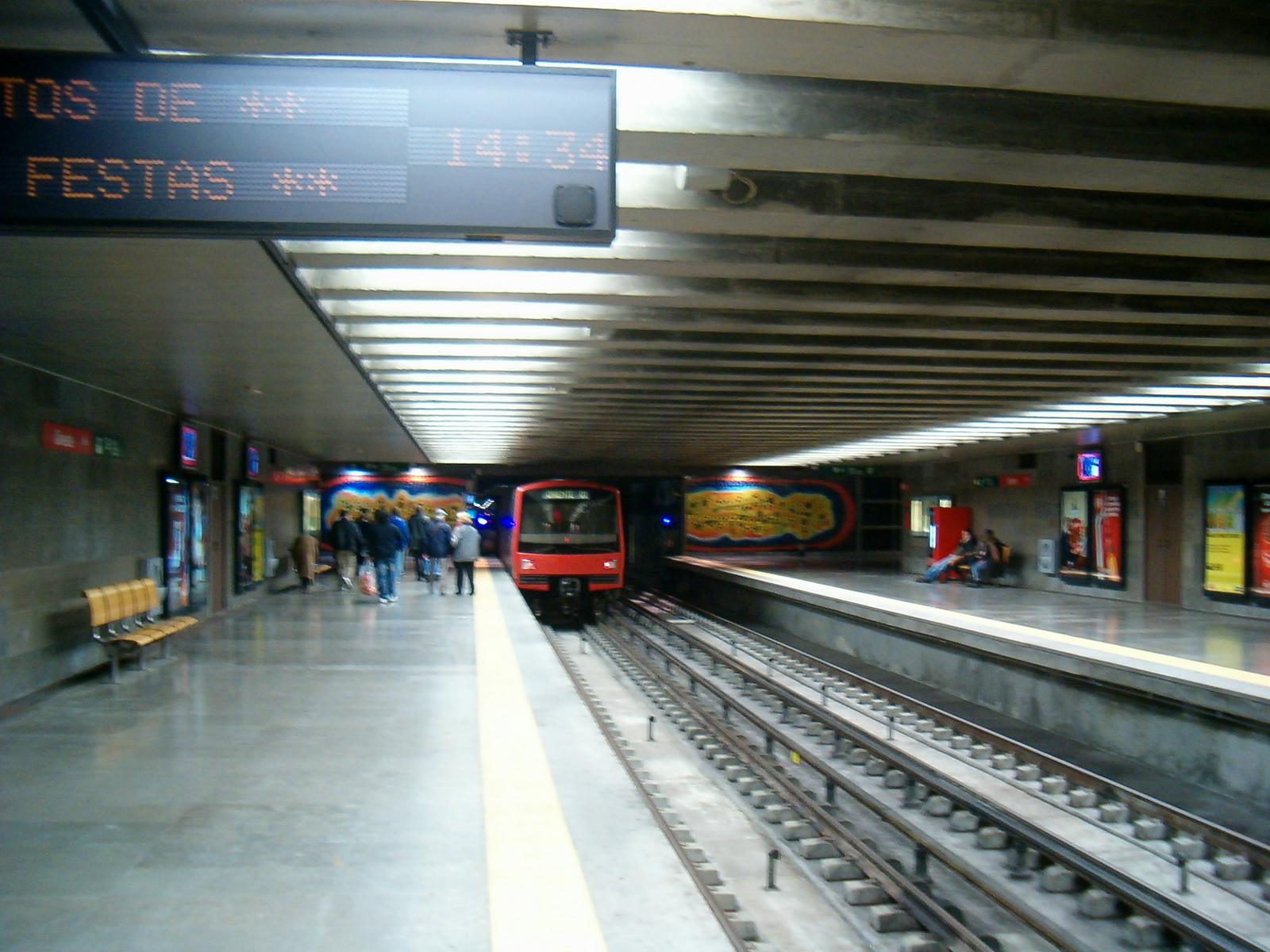
Главный зал и посадочные платформы
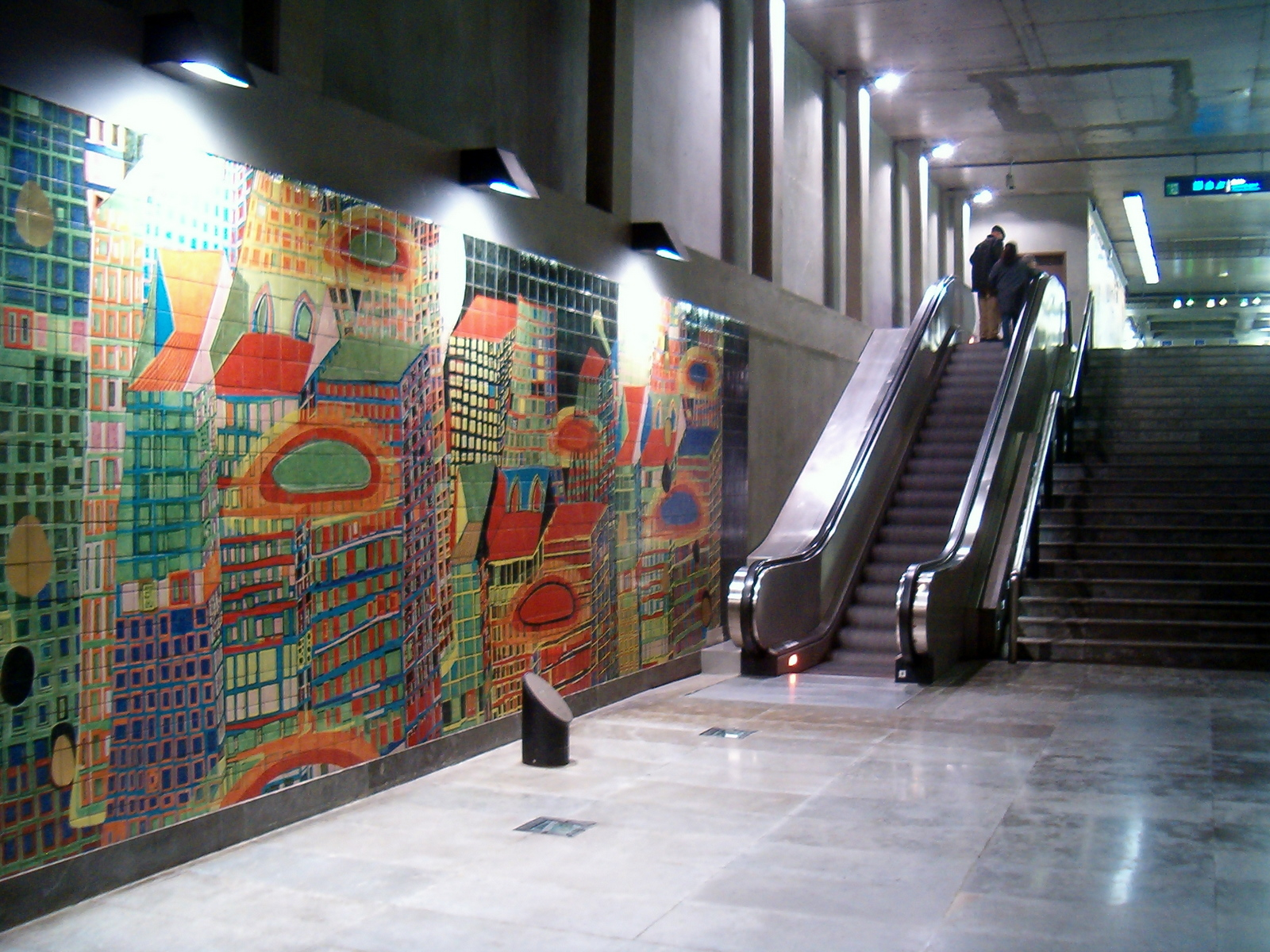
Спуск на посадочную платформу
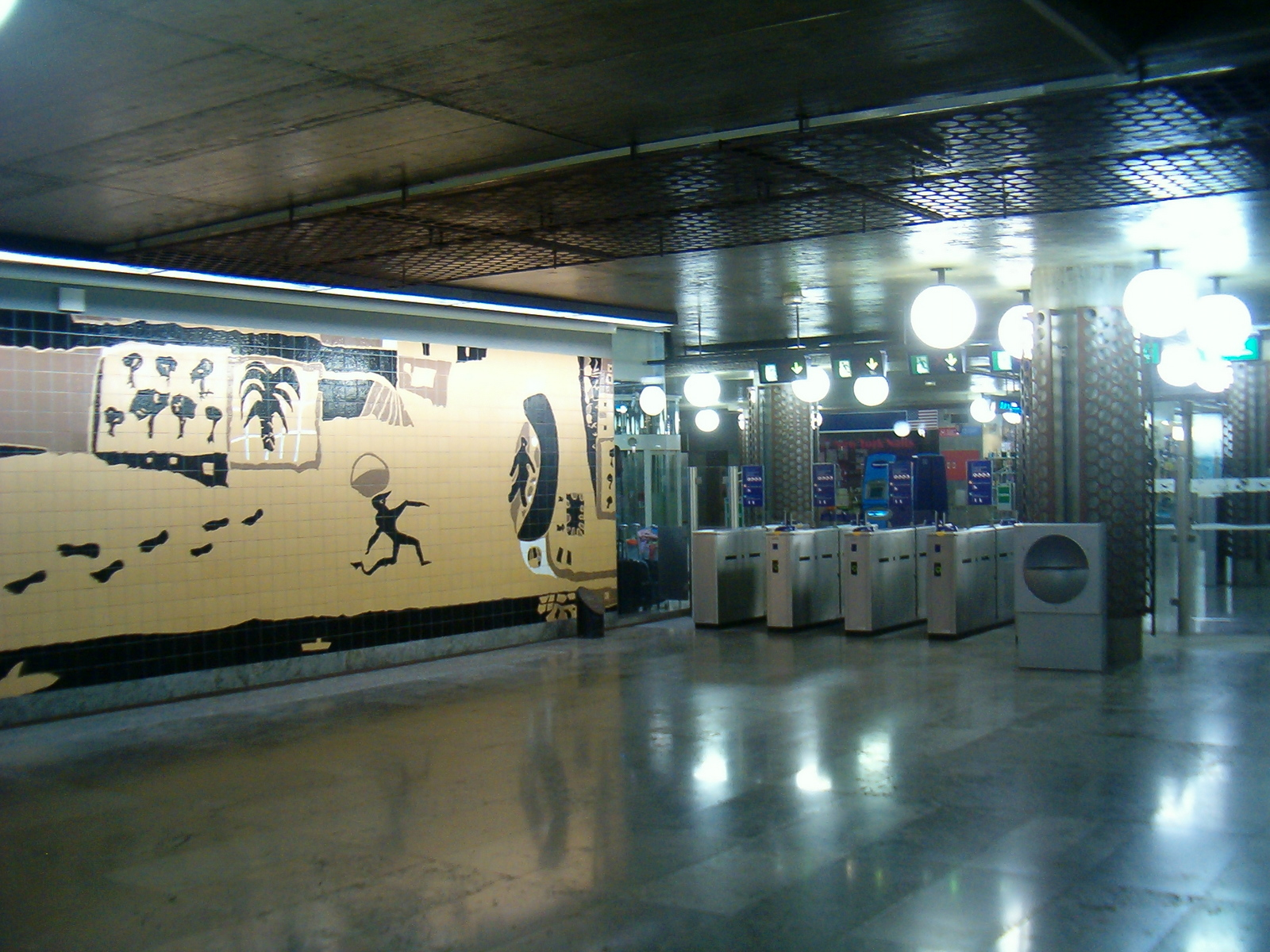
Художественное оформление станции
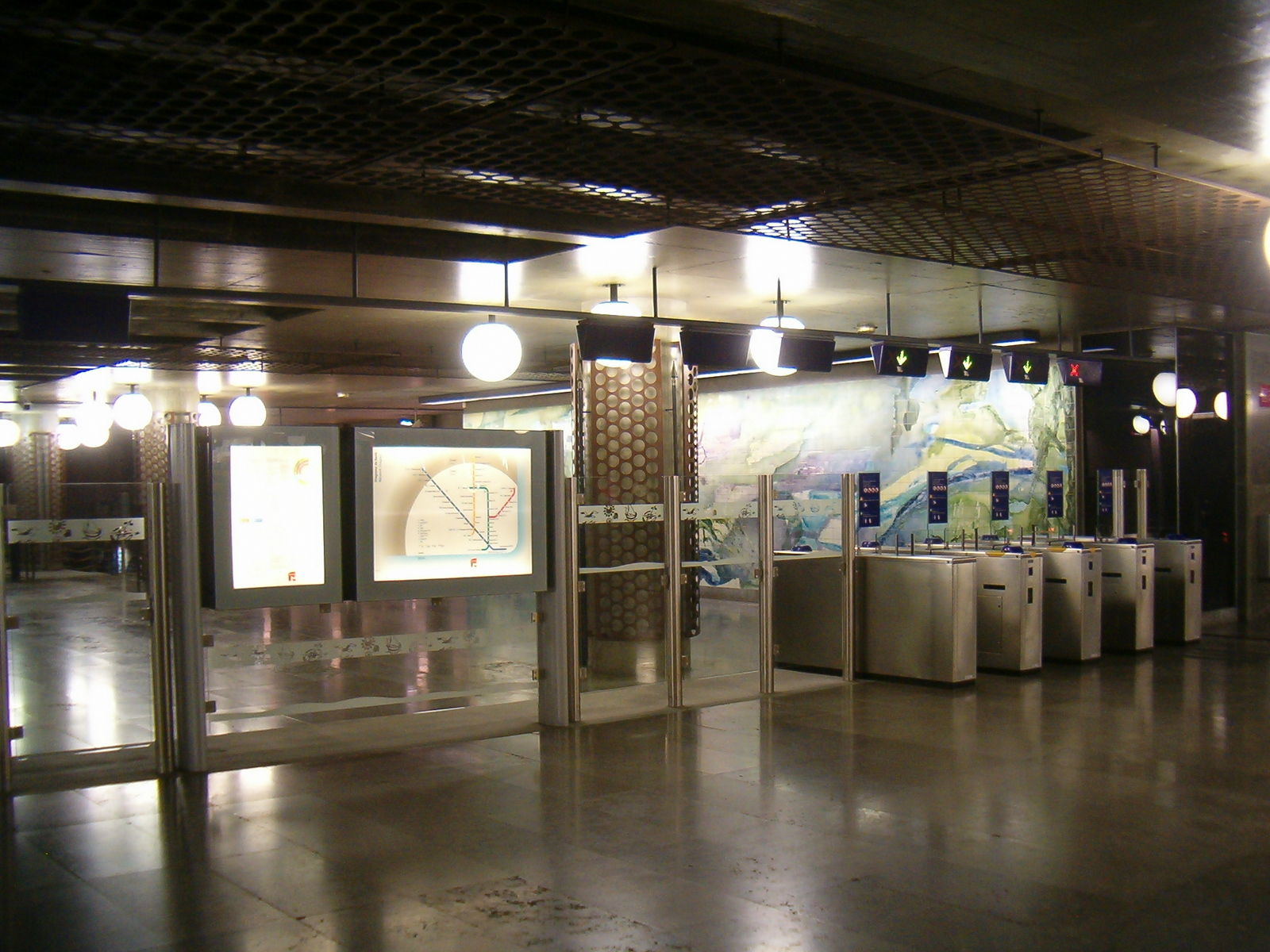
Вестибюль станции
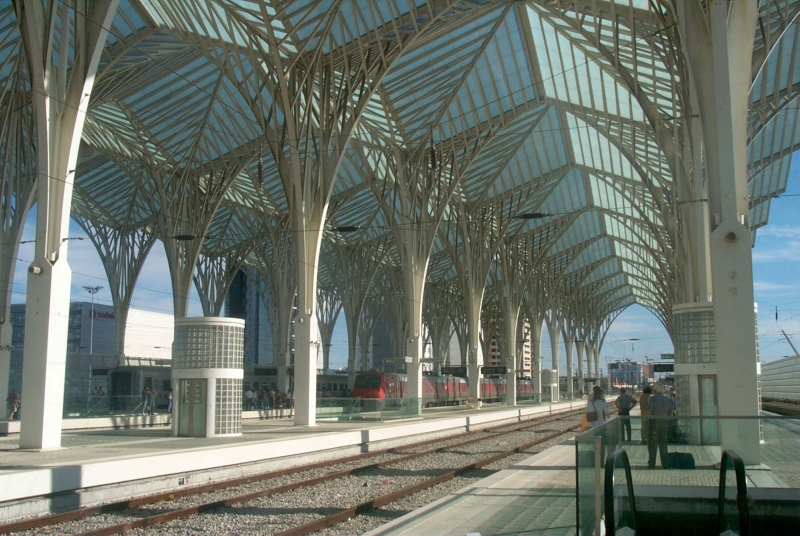
Платформы вокзала Ориенти